# Прапор Горішніх Плавнів
Пра́пор Горішніх Плавнів був затверджений 2 червня 1995 рішенням позачергової сесії Комсомольської міської ради XXII скликання.  

## Опис
Прапор міста являє собою стяг синього кольору, розділений на дві нерівні частини горизонтальною білою смугою. У центрі верхньої частини розташоване стилізоване зображення ластівки на фоні жовтого кола.
Ластівка — символ тепла і добробуту, мужності і витримки. Жовте коло — основа існування міста, джерело матеріальних і духовних цінностей. Біла смуга — символ Дніпра, на берегах якого стоїть місто.